# Rommershausen (Wüstung)
Rommershausen war eine von 1248 bis mindestens 1359 urkundlich bezeugte und bewohnte Dorfsiedlung im Bereich des heutigen Dorfs Schönstein, eines Ortsteils der Gemeinde Gilserberg im nordhessischen Schwalm-Eder-Kreis. Im Jahre 1457 wird der Ort dann als Wüstung bezeichnet.

## Geschichte
Die Siedlung lag auf 329 m über NHN beiderseits der Norde, einem nordwestlichen Nebenfluss der Gilsa. Sie war Besitz des Erzstifts Mainz im mainzischen Amt Jesberg und wurde im Jahre 1248 erstmals urkundlich erwähnt, als dem Ritter Ludwig von Linsingen mainzische Einkünfte aus „Rumershusen“ verpfändet waren. Nur sehr wenig ist zur Geschichte des Orts vorher oder nachher überliefert, aber da das Erzstift im Jahre 1257 im Tausch mit dem Kloster Haina, das auch 1288 als Besitzer von Gütern im Ort genannt wird, den Zehnten in „Romershusen“ erwarb, bestand der Ort wohl schon erhebliche Zeit vor seiner ersten urkundlichen Erwähnung.
Als der Mainzer Stiftsverweser Kuno von Falkenstein (mit Zustimmung des Erzbischofs Gerlach) im Jahre 1349 Johann von Falkenberg gen. Gruszing (od. Grüßing), aus dem Densberger Zweig der Familie von Falkenberg, erlaubte, in Densberg eine neue Burg zu bauen und ihn zum Erbburgmann auf der Burg Densberg ernannte, gehörte zur Ausstattung dieses Erbburglehens neben dem Dorf Densberg auch das Dorf Rommershausen.
Erst mehr als hundert Jahre später, 1458, fand der Ort noch einmal Erwähnung, aber nur noch als Wüstung: Hans von Urff, an dessen Familie die Burg Densberg mit allem Zubehör verpfändet war, trug diese und damit auch die Wüstung Rommershausen dem hessischen Landgrafen Ludwig I. zu Lehen auf. 
Unweit des verschwundenen Dorfs entstand im 16. Jahrhundert die Rommershäuser Hütte, und die danach um die Eisenhütte entstandene Siedlung wurde 1843 zusammen mit den etwa einen Kilometer nordwestlich gelegenen „Heidenhäusern“ zur neuen Gemeinde Schönstein zusammengefasst. 
Koordinaten: 50° 59′ 31″ N, 9° 3′ 36″ O